# 1373
1373 (MCCCLXXIII) var ett normalår som började en lördag i den julianska kalendern.

## Händelser

### Juli
- 27 juli – Heliga Birgitta begravs i Rom.

### Okänt datum
- Sark överges tillfälligt efter Bertrand de Guesclins härjningar.[1]
- Nicolas Bataille färdigställer Apokalypstapeten på slottet i Angers.
- Phnom Penh grundläggs.
- Anglo-portugisiska fördraget 1373 skrevs

## Födda
- Edvard av Norwich, engelsk hertig.
- Johanna II av Neapel, regerande drottning av Neapel.

## Avlidna
- 23 juli – Birgitta Birgersdotter, heliga Birgitta, svensk religiös författare och helgon.
- 26 juli – Magnus II av Braunschweig-Lüneburg, tysk hertig.
- Tiphaine Raguenel, bretonsk astrolog.

### Fotnoter
1. ↑  World Statesmen (läst 7 april 2011)